# Stanwellia tuna
Espèce
Synonymes
- Aparua tuna Forster, 1968

Stanwellia tuna est une espèce d'araignées mygalomorphes de la famille des Pycnothelidae.

## Distribution
Cette espèce est endémique de Nouvelle-Zélande. Elle se rencontre sur l'île Ruapuke.

## Description
La carapace du mâle holotype mesure 4,5 mm de long sur 3,5 mm et l'abdomen 5,0 mm de long sur 2,8 mm.

## Systématique et taxinomie
Cette espèce a été décrite sous le protonyme Aparua tuna par Forster en 1968. Elle est placée dans le genre Stanwellia par Main en 1983.

## Publication originale
- Forster, 1968 : The spiders of New Zealand. Part II. Ctenizidae, Dipluridae. Otago Museum Bulletin, vol. 2, p. 1-72 & 126-180.